# Zbrodnie nacjonalistów ukraińskich w powiecie borszczowskim
Zbrodnie nacjonalistów ukraińskich w powiecie borszczowskim – zbrodnie nacjonalistów ukraińskich w głównej mierze na polskiej ludności cywilnej podczas czystki etnicznej w Małopolsce Wschodniej w powiecie borszczowskim w dawnym województwie tarnopolskim w okresie II wojny światowej.
Ustalono 1535 ofiar, szacowana łączna liczba zamordowanych obywateli polskich w powiecie borszczowskim wyniosła 2985 osób. Wypędzonych i wysiedlonych Polaków szacuje się na 14 991. Opuszczonych bądź spalonych domów 3228.
Zbrodnie głównie były dziełem oddziałów UPA, samoobrony (SKW) i bojówek Służby Bezpieczeństwa OUN. W pacyfikacjach polskich wiosek w województwie tarnopolskim wzięły udział również pododdziały 4 pułku policji SS oraz policjantów Ukraińskiej Policji Pomocniczej.
| Zbrodnie w miejscowościach | Ustalona liczba ofiar               | Opuszczone/spalone domy |
| -------------------------- | ----------------------------------- | ----------------------- |
| Babińce k. Dźwinogrodu     | 20                                  | 20                      |
| Babińce k. Krzywczów       | 14                                  | 8                       |
| Bereżanka                  | 6                                   |                         |
| Bielowce                   | 5                                   | 2                       |
| Borszczów                  | 35                                  | 360                     |
| Burdiakowce                | 14                                  |                         |
| Cygany                     | 119                                 | 200                     |
| Dźwiniaczka                | 25                                  | 50                      |
| Dźwinogród                 | 15                                  | 60                      |
| Filipkowice                | 16                                  | 27                      |
| Germakówka                 | 106 Polaków, 5 Ukraińców            | 100                     |
| Głęboczek                  | 191 Polaków, Żydów 60, 3 Ukraińców  | 300                     |
| Gusztyn                    | 12                                  | 52                      |
| Iwanie Puste               | 60                                  | 62                      |
| Jezierzany                 | 125 Polaków, Żydów 40, 13 Ukraińców | 80                      |
| Juriampol                  | 15 Polaków, 4 Ukraińców             | 90                      |
| Korolówka                  | 21                                  | 110                     |
| Kozaczyzna                 | 7                                   | 20                      |
| Krzywcze Dolne             | 20                                  | 140                     |
| Łanowce                    | 83 Polaków, 4 Żydów, 3 Ukraińców    | 60                      |
| Łosiacz                    | 23                                  | 150                     |
| Michałówka                 | 9                                   | 50                      |
| Mielnica Podolska          | 18                                  | 150                     |
| Muszkatówka                | 20                                  | 110                     |
| Niwra                      | 15                                  | 20                      |
| Nowosiółka Biskupia        | 43                                  | 140                     |
| Okopy św. Trójcy           | 15                                  | 20                      |
| Piatkowice                 | 50                                  | 120                     |
| Piszcztyńce                | 10                                  | 35                      |
| Podfilipie                 | 16                                  | 15                      |
| Sapochów                   | 45                                  |                         |
| Skała n. Zbruczem          | 3                                   |                         |
| Skała Podolska             | 24                                  | 160                     |
| Skowiatyn                  | 12                                  | 60                      |
| Słobódka Muszkatowiecka    | 35                                  | 100                     |
| Słobódka Turylecka         | 30                                  | 25                      |
| Strzałkowice               | 23                                  | 40                      |
| Szyszkowce                 | 8                                   | 15                      |
| Trójca                     | 2                                   |                         |
| Turylcze                   | 21                                  | 45                      |
| Wierzbówka                 | 7                                   | 12                      |
| Wołkowce ad Borczów        | 15                                  |                         |
| Wysuczka                   | 12                                  | 30                      |
| Zalesie                    | 6                                   | 1                       |
| Zawale                     | 2                                   |                         |